# Challenger de Meerbusch 2014
El Maserati Challenger 2014 fue un torneo de tenis profesional que se jugó en tierra batida. Se trató de la segunda edición del torneo que forma parte del ATP Challenger Tour 2014. Tuvo lugar en Meerbusch, Alemania entre el 11 y el 17 de agosto de 2014.

## Jugadores participantes del cuadro de individuales

### Cabezas de serie
| País                        | Jugador                 | Rank1 | Favorito |
| Bandera de España           | Albert Ramos            | 93    | 1        |
| Bandera de Rusia            | Andrey Kuznetsov        | 108   | 2        |
| Bandera de Austria          | Andreas Haider-Maurer   | 116   | 3        |
| Bandera de Alemania         | Julian Reister          | 124   | 4        |
| Bandera de Austria          | Gerald Melzer           | 146   | 5        |
| Bandera de los Países Bajos | Jesse Huta Galung       | 192   | 6        |
| Bandera de Moldavia         | Radu Albot              | 211   | 7        |
| Bandera de Chile            | Hans Podlipnik-Castillo | 223   | 8        |
| --------------------------- | ----------------------- | ----- | -------- |

- 1 Se ha tomado en cuenta el ranking del 4 de agosto de 2014.

### Otros participantes
Los siguientes jugadores recibieron una invitación (tenista invitado), por lo tanto ingresan directamente al cuadro principal:
- Attila Balázs
- Jozef Kovalík
- Philipp Petzschner
- Jan Oliver Sadlowski

Los siguientes jugadores ingresan al cuadro principal tras disputar el cuadro clasificatorio:
- Philipp Davydenko
- Christian Garín
- Laurent Lokoli
- Matthias Wunner

## Jugadores participantes en el cuadro de dobles

### Cabezas de serie
| País                                  | Jugador         | País                    | Jugador            | Rank1 | Favorito |
| Bandera de Alemania                   | Philipp Marx    | Bandera de Suecia       | Andreas Siljeström | 192   | 1        |
| Bandera de Alemania                   | Martin Emmrich  | Bandera de Alemania     | Gero Kretschmer    | 195   | 2        |
| Bandera de Polonia                    | Tomasz Bednarek | Bandera de Eslovaquia   | Igor Zelenay       | 245   | 3        |
| Bandera de la República Popular China | Gong Maoxin     | Bandera de China Taipéi | Peng Hsien-yin     | 281   | 4        |
| ------------------------------------- | --------------- | ----------------------- | ------------------ | ----- | -------- |

- 1 Se ha tomado en cuenta el ranking del 4 de agosto de 2014.

## Campeones

### Individual Masculino
- Jozef Kovalík derrotó en la final a  Andrey Kuznetsov por 6-1, 6-4.

### Dobles Masculino
- Matthias Bachinger /  Dominik Meffert derrotaron en la final a  Maoxin Gong /  Hsien-yin Peng por 6-3, 3-6, 10-6.